# Antonio Guiteras Holmes
Antonio Guiteras Holmes (Bala Cynwyd, Pensilvania; 22 de noviembre de 1906 - El Morrillo, Matanzas; 8 de mayo de 1935) fue un líder revolucionario cubano que se destacó durante la Revolución de 1933. Su pensamiento nacional liberador y antiimperialista se encuentra bien expuesto en los documentos que escribió, y quedó evidenciado en su corta pero intensa vida de joven revolucionario.

## Infancia y adolescencia
Antonio Guiteras Holmes nació el 22 de noviembre de 1906 en Bala Cynwyd, Pensilvania, al lado de Filadelfia. Hijo de padre cubano de ascendencia catalana, Calixto Guiteras, y madre estadounidense de ascendencia escocesa-irlandesa, Marie Therese Holmes, nació en el seno de una familia de posición desahogada. Desde niño creció oyendo las historias de su tío, José Ramón Guiteras, quien diera su vida por la libertad de Cuba durante la primera guerra de independencia y las de su tío abuelo irlandés, John Walsh, quien fuera uno de los más importantes líderes de la independencia de Irlanda. Su padre, hombre culto y de pensamiento liberal, supo inculcarle su amor por la Patria y a José Martí. 
La familia Holmes, por problemas de enfermedad del padre, se traslada a Cuba en 1913, radican en Matanzas un año y luego se trasladan a Pinar del Río. Al llegar a la provincia de Pinar del Río su padre toma por alquiler la casa donde vivía el gobernador de Pinar del Río, Indalecio Sobrado Lagos, el cual había dividido en dos su casa para arrendarla, donde vive poco tiempo, hasta 1914, luego se mudan. Dicho domicilio, del antiguo gobernador de Pinar del Río se encuentra hasta la fecha en excelente condiciones en la dirección, Retiro # 254 e/ Pepe Portilla y Gertrudis Gómez de Avellaneda. Su otro domicilio es hoy un museo en la Calle Maceo # 52, e/ Ormani Arenado y Rafael Morales, esta fue la última casa en que vivieron en Pinar del Río, aquí vivieron hasta que se trasladaron a La Habana.
Esta formación que desde pequeño recibiera en su hogar forjó a un joven íntegro, que al ingresar al bachillerato se mostraría sensibilizado por la realidad política que vivía el país. Guiteras no estuvo ajeno a la Reforma Universitaria, ni a la agitación estudiantil encabezada por Julio Antonio Mella, interesándose profundamente en ella.
A los 17 años ingresó en la Universidad de La Habana donde se graduó de Doctor en Farmacia en 1927.

## Trayectoria revolucionaria

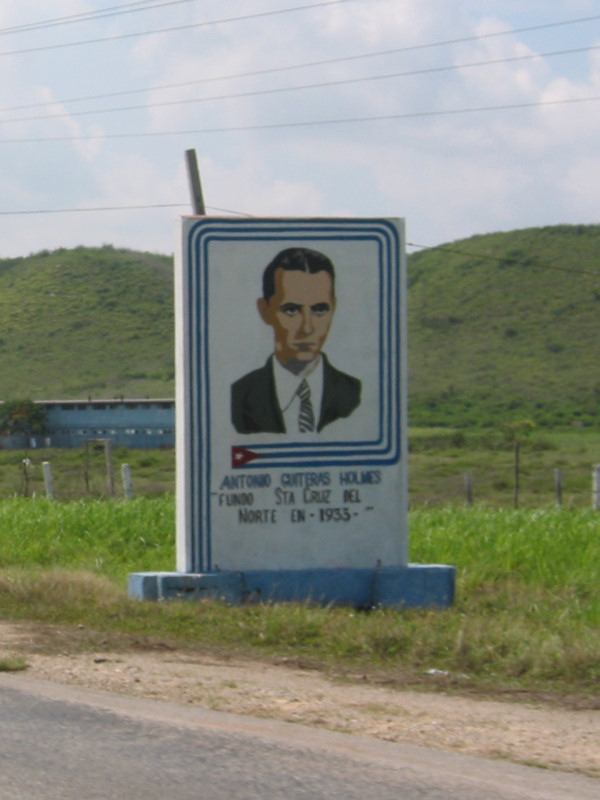
Monumento a Antonio Guiteras Holmes, cerca de La Habana, Cuba

Desde el Instituto de Pinar del Río, donde cursaba sus estudios, participó activamente en las actividades que allí se realizaban para apoyar las acciones revolucionarias del estudiantado. Ya desde esta época se van destacando sus sentimientos antiimperialistas, y condena enérgicamente la política injerencista del embajador de los Estados Unidos en Cuba.
Conoció y admiró a Julio Antonio Mella, a quien apoyó en su huelga de hambre, y participó activamente en el movimiento popular que se desarrolló para liberar al líder estudiantil.
Estas actividades fueron fortaleciendo cada vez más su formación revolucionaria.
En 1927 integra el Movimiento Estudiantil Universitario (MEU), lo que implica su primera aparición en el escenario político cubano. A partir de entonces siempre apareció en primera fila en la lucha contra la tiranía y enarboló los ideales democráticos y antiimperialistas, al igual que los demás líderes estudiantiles.
Durante el periodo comprendido entre los años 1929 y 1932, continúa enriqueciendo su experiencia política y revolucionaria y su accionar estuvo dirigido principalmente a la obtención de armas para la insurrección que derrocaría a la tiranía de Gerardo Machado (1925-1933). Es apresado en agosto de 1931 durante la insurrección armada de La Gallinita en Oriente, parte de una sublevación armada nacional fallida dirigida por el expresidente Mario García Menocal y el coronel mambí Carlos Mendieta para derrocar al presidente Gerardo Machado. Guiteras sufrió prisión en Santiago de Cuba y Guantánamo desde agosto de 1931 a enero de 1932, cuando fue liberado por una Amnistía otorgada por Machado.
En 1932 decide romper con los viejos caudillos nacionalistas y fundar la Unión Revolucionaria (UR), en la que agrupa todas las pequeñas organizaciones que ya lideraba.
Los conocimientos que poseía acerca de la lucha por la independencia en Irlanda y de las guerras de independencia cubanas, así como la decepción que sentía con relación a los anteriores desempeños bélicos en que había participado, los llevan a concebir que la única forma de lograr que la insurrección tuviera éxito sería realizarla en el Oriente del país.
Desde la UR, Guiteras lanza el "Manifiesto al pueblo de Cuba", donde expuso un programa centrado en la unidad de todas las fuerzas antimachadistas. En este Manifiesto, Guiteras demuestra que: "solo la fuerza de la unión de todos los hombres —aunque posean diferentes tendencias políticas— envueltos en la lucha, por lograr un régimen de libertad y justicia, podría lograr el triunfo de una verdadera Revolución". El punto central de este documento fue el llamado a la lucha armada como vía más práctica para derrocar la dictadura.
Guiteras revela, desde aquel entonces, su personalidad como un político que, sin ceder principios, solo hace público aquello que es imprescindible.

## Gobierno de los Cien Días
Luego de la caída de la dictadura de Machado el 12 de agosto de 1933, se instauró el gobierno de Carlos Manuel de Céspedes y Quesada, que fue derrocado por el golpe de Estado del movimiento militar revolucionario del 4 de septiembre de 1933 (Sublevación de los Sargentos), surgió la Pentarquía, y fue nombrado gobernador de la provincia de Oriente, en la cual tenía prestigio como jefe militar y revolucionario. Fue llamado para integrar el Gabinete de Ministros del Gobierno de los Cien Días, en el cual ocupó el cargo de Secretario (Ministro) de Gobernación, desde el cual tomó medidas en favor del pueblo y que afectaban los intereses del gobierno estadounidense en Cuba.
Cuando el coronel Julio Aguado renunció a la Secretaría de Guerra y Marina, en protesta por el ascenso de revolucionarios a oficiales, dicha secretaría quedó adjunta a Gobernación y pasó a ser desempeñada también por Guiteras.

### Medidas propuestas por Guiteras y aprobadas por el presidente Grau
- Creó la Secretaría de Trabajo.

- Implantó la jornada laboral de 8 horas.

- Estableció el jornal mínimo.

- Depuró los organismos estatales.

- Repartió tierras y proyectos de colonización.

- Proclamó la autonomía universitaria (9 de octubre de 1933).

- Realizó la convocatoria para realizar una Asamblea Constituyente.

- Promulgó la rebaja de los precios de los artículos de primera necesidad.

- Redujo el precio de la energía eléctrica.

- Ordenó la intervención de la Compañía Cubana de Electricidad.[1] (14 de enero de 1934)

De estas medidas que demostraban su sentimiento antiimperialista, el mismo Guiteras expresó: “... tengo la satisfacción de haber llevado a la firma del presidente Grau, los decretos que atacaban más duro al imperialismo yanqui...”
Quizás su antagonismo con otras organizaciones de izquierda, tales como el Partido Comunista, el Ala Izquierda Estudiantil y otros, se base en el hecho de no haber recibido su apoyo durante el Gobierno de los Cien Días. Esto contribuyó a su aislamiento político y al fracaso de su ministerio. Sin embargo, contrario a lo que se dice, no era anticomunista. Incluso, pasó gran parte de su ministerio intentando la coalición con estos partidos para fortalecer su posición. Tenía una gran simpatía por Julio Antonio Mella, uno de los fundadores del primer Partido Comunista de Cuba, sin embargo, cuando Guiteras fue ministro de  Gobernación, Guerra y Marina durante el Gobierno de los Cien Días no autorizó un acto público de miembros del Partido Comunista con las cenizas de Julio Antonio Mella, llegadas el 29 de septiembre de 1933 desde México, en el Parque de la Fraternidad de La Habana. El acto consistía en sepultar las cenizas en un monumento en ese parque. Ese día el ejército cubano dirigido por el coronel Fulgencio Batista, y fuerzas aliadas del gobierno (milicias del ABC Radical, Pro Ley y Justicia, Ejército Caribe) impidieron el acto por medios violentos, con un saldo de 8 muertos (incluido Francisco “Paquito” González, niño de 13 años) y 27 heridos.
Creó la organización revolucionaria TNT, y después Joven Cuba, junto a la cual prosiguió su lucha contra los gobiernos cubanos y que respondían a los intereses de los Estados Unidos.

## Muerte en combate
El 15 de junio de 1934 miembros de Joven Cuba le hicieron un atentado con una bomba al presidente Carlos Mendieta, que sufrió una lesión menor en una mano, en el Distrito Naval del Norte de la Marina de Guerra, en La Habana. El 3 de abril de 1935 la Joven Cuba dirigida por Guiteras con el fin de obtener dinero para comprar armas y financiar la lucha contra el gobierno de Carlos Mendieta, realizó el secuestro por 16 horas en La Habana del millonario cubano Eutimio Falla Bonet (no lesionado), y se pidió un rescate por su liberación de $300 000 que fue pagado por la familia de Bonet. Por ese motivo, Guiteras y sus seguidores fueron perseguidos por las autoridades. El 8 de mayo de 1935 murió junto al revolucionario venezolano Carlos Aponte Hernández, cerca del Fuerte El Morrillo, Matanzas, combatiendo contra las tropas del gobierno de Carlos Mendieta quienes llegaron hasta allí producto de una delación. Guiteras estaba allí con unos 14 seguidores, incluyendo 2 mujeres. El ejército tuvo el cabo Man muerto, y otro cabo y un soldado heridos. El resto de los miembros del grupo de Guiteras fue apresado. Al decir de Raúl Roa:
"...así se perdió la figura más empinada, el ánimo mejor templado, la voluntad más indomeñable, el brazo más enérgico y el espíritu más puro del movimiento nacional revolucionario."
El delator principal de Guiteras fue el capitán jefe del Puesto Naval de Matanzas Carmelo González Arias, amigo de Guiteras desde la infancia, que había sido expulsado de ese cuerpo en 1931 por robo de armas, y estuvo preso por eso hasta 1933 (menos de 2 años). En 1934 fue readmitido al servicio y ascendido a teniente de Infantería de Marina por Guiteras, entonces secretario (ministro) de Gobernación, Guerra y Marina de Cuba. Carmelo conocía el plan de fuga por El Morrillo, y se había comprometido a facilitar la salida de Guiteras y su grupo por allí hacia México en el yate Amalia. En lugar de eso, informó del plan a sus superiores militares, siendo felicitado en persona por el coronel Fulgencio Batista, jefe del Ejército cubano. Después de la muerte de Guiteras fue ascendido a comandante jefe del Distrito Naval del Sur en Cayo Loco, Cienfuegos. Carmelo murió el 17 de mayo de 1936, debido a la explosión el día 8 de mayo (primer aniversario de la muerte de Guiteras) de una bomba en su oficina, colocada en un paquete supuestamente enviado a él por el gobierno; su asesinato fue planeado y ejecutado por Joven Cuba en represalia por su traición a Guiteras. Otro traidor fue el teniente Rafael Díaz Joglar (subordinado de Carmelo) asesinado por Joven Cuba en 1945 en La Habana, en represalia por su traición. Guiteras iba a México para proteger su vida, y preparar una expedición armada para regresar a Cuba y derrocar el gobierno cubano.